# Década de 380 a.C.
Séculos: (Século V a.C. - Século IV a.C. - Século III a.C.)
Décadas: 430 a.C. 420 a.C. 410 a.C. 400 a.C. 390 a.C. - 380 a.C. - 370 a.C. 360 a.C. 350 a.C. 340 a.C. 330 a.C.
Anos:
```
389 a.C.
 - 
388 a.C.
 - 
387 a.C.
 - 
386 a.C.
 - 
385 a.C.
 - 
384 a.C.
 - 
383 a.C.
 - 
382 a.C.
 - 
381 a.C.
 - 
380 a.C.
```